# Pampa (Texas)
Pampa es una ciudad ubicada en el condado de Gray en el estado estadounidense de Texas. En el Censo de 2010 tenía una población de 17.994 habitantes y una densidad poblacional de 775,39 personas por km².

## Geografía
Pampa se encuentra ubicada en las coordenadas 35°32′52″N 100°57′54″O / 35.54778, -100.96500. Según la Oficina del Censo de los Estados Unidos, Pampa tiene una superficie total de 23.21 km², de la cual 23.21 km² corresponden a tierra firme y (0%) 0 km² es agua.

## Demografía
Según el censo de 2010, había 17.994 personas residiendo en Pampa. La densidad de población era de 775,39 hab./km². De los 17.994 habitantes, Pampa estaba compuesto por el 80.9% blancos, el 3.31% eran afroamericanos, el 0.83% eran amerindios, el 0.43% eran asiáticos, el 0% eran isleños del Pacífico, el 11.95% eran de otras razas y el 2.57% pertenecían a dos o más razas. Del total de la población el 26.01% eran hispanos o latinos de cualquier raza.